# Ludwig Landgrebe
 (mai 2023).
Ludwig Landgrebe, né le 9 mars 1902 à Vienne et mort le 14 août 1991 à Cologne est un phénoménologue et philosophe autrichien.

## Biographie

### Enfance et études
Né à Vienne le 9 mars 1902, il perd sa mère dans sa petite enfance et est élevé par sa grand-mère, puis par son père dans un milieu modeste.
Il décide d'étudier la philosophie, l'histoire et la géographie et il s'installe à Fribourg pour faire ses études. En 1923, il devient l'assistant d'Edmund Husserl, sous la direction duquel il soutient sa thèse de doctorat en 1927. En 1935, il obtient son habilitation à l'université de Prague sous la direction d'Oskar Kraus, ce qui lui permet désormais d'enseigner à l'université. Il s'installe dans la banlieue pragoise de Roztoky, avec son épouse Ilse Maria Goldschmidt (1906-1982), qu'il a épousée deux ans plus tôt.

### Le nazisme et la persécution des juifs
Avec la promulgation des lois de Nuremberg, l'invasion des troupes allemandes et la disparition de la Tchécoslovaquie en tant qu'État, les conditions de vie de sa famille changèrent brusquement : Landgrebe était sans revenu et sa femme d'origine juive. Grâce au père Leo van Breda, il put partir à Louvain en 1939, où il s'impliqua avec Eugen Fink dans le transfert des archives de Husserl. Après l'invasion de la Belgique et l'occupation allemande, la police belge l'arrêta et l'interna, pendant que sa femme donnait naissance à leur fils Winfried. La famille, qui avait perdu son foyer et n'avait plus aucun revenu, n'eut d'autre choix que de retourner en Allemagne.

### Retour en Allemagne
La famille revint le 10 octobre 1940 à Reinbek et emménagea chez les parents Goldschmidt. Comme le NS-Dozentenbund l'avait rejeté à cause de sa femme juive et que tous ses espoirs de retour à l'université avaient également été anéantis, il a accepta une offre du voisin d'Arthur Goldschmidt, Carl Dobbertins, pour travailler comme commis commercial dans son entreprise à Hambourg.

### Après 1945
En 1945, il fut réhabilité à Hambourg et en 1947 est devint professeur titulaire à Kiel, où Hans Blumenberg et Kurt Hübner étaient parmi ses étudiants. En 1954, il accepte une chaire à l'Université de Cologne pour diriger les archives Husserl de l'université. Landgrebe est considéré comme l'un des étudiants les plus proches de Husserl, mais il a également développé ses propres spécialisations dans les domaines de l'histoire, de la religion et de la politique. Il y a là une proximité avec l'existentialisme et la métaphysique.

## Publications
- Wilhelm Diltheys Theorie der Geisteswissenschaften, Halle 1928 (Dissertation)
- Nennfunktion und Wortbedeutung. Eine Studie über Martys Sprachphilosophie, Halle 1934 (Habilitationsschrift)
- Was bedeutet uns heute Philosophie, Hamburg 1948 (2. Aufl. 1954)
- Phänomenologie und Metaphysik, Hamburg 1949 (Aufsatzsammlung)
- Philosophie der Gegenwart, Bonn 1952 (2. Aufl. Frankfurt/M. 1957)
- Der Weg der Phänomenologie, Gütersloh 1963 (4. Aufl. 1978)
- Phänomenologie und Geschichte, Gütersloh 1968
- Über einige Grundfragen der Philosophie der Politik, Köln/Opladen 1969
- Faktizität und Individuation. Studien zu den Grundfragen der Phänomenologie, Hamburg 1982 (Bibliographie S. 157–162)
- Der Begriff des Erlebens. Ein Beitrag zur Kritik unseres Selbstverständnisses und zum Problem der seelischen Ganzheit [verfasst 1929–1932]. Hrsg. von Karel Novotny (Reihe: Orbis Phaenomenologicus – Quellen. Neue Folge 2) Verlag Königshausen & Neumann, Würzburg 2010  (ISBN 978-3-8260-3890-7)
- Plusieurs de ses articles ont été traduits en français, notamment dans la revue Philosophie.